# جيف كنور
جيف كنور (بالإنجليزية: Geoff Knorr)‏ هو ملحن أمريكي، ولد في 13 يونيو 1985 في فرامينغهام في الولايات المتحدة.

## وصلات خارجية
- الموقع الرسمي
- جيف كنور على موقع IMDb (الإنجليزية)
- جيف كنور على موقع ميوزك برينز (الإنجليزية)
- جيف كنور على موقع أول ميوزيك (الإنجليزية)
- جيف كنور على موقع ديسكوغز (الإنجليزية)